# James Learmonth
Sir James Rognvald Learmonth (* 23. März 1895 in Gatehouse of Fleet, Schottland; † 27. September 1967 in Broughton) war ein schottischer Chirurg.

## Leben
Learmonth war der Sohn eines Schuldirektors. Er studierte ab 1913 Medizin an der Universität Glasgow, unterbrochen vom Dienst als Offizier (zuletzt Captain) bei den Kings Own Scottish Boarders im Ersten Weltkrieg in Frankreich. 1921 machte er seinen Abschluss (Bachelor of Medicine, Bachelor of Surgery, BMChB), wobei er den Brunton Memorial Prize der Universität für seine herausragenden Leistungen erhielt. Danach folgte eine Facharztausbildung an der Western Infirmary in Glasgow (1921/22) und er war unter anderem Assistent des Regius Professors für Chirurgie in Glasgow William Macewen. Es folgte ein Aufenthalt 1924/25 als Rockefeller Stipendiat an der Mayo Clinic. Dort forschte er über die Nerven der Blase und die Physiologie des Urinierens, was ihm internationale Anerkennung brachte. Danach war er wieder an der Western Infirmary in Glasgow und verfolgte daneben ein Studium als Chirurg, mit einem Master in Surgery (ChM) Abschluss 1927. 1928 wurde er Fellow des Royal College of Surgeons of Edinburgh und war danach vier Jahre in den USA an der Mayo Clinic auf Einladung von William James Mayo. 1932 wurde er Regius Professor für Chirurgie an der University of Aberdeen und ab 1939 als Nachfolger von David Wilkie Professor für Systematische Chirurgie an der University of Edinburgh. Er blieb bis zu seinem frühen Ruhestand 1956 in Edinburgh, zusätzlich noch ab 1946 als Regius Professor of Clinical Surgery als Nachfolger von John Fraser. Neben seiner Operations- und Lehrtätigkeit leitete er eine Forschungsgruppe am Gogarburn Hospital zu Verletzungen der peripheren Nerven und der Gefäße. 1948 führte er in Edinburgh auch regelmäßig am Samstagmorgen die ersten systematischen chirurgischen Audits in Großbritannien ein, an denen Chirurgen der ganzen Stadt teilnahmen.
Nachdem er 1949 den britischen König Georg VI operiert hatte, der an einer Gefäßentzündung litt (Endangiitis obliterans), wurde er Knight Commander of the Royal Victorian Order (KCVO). Er wurde auch offiziell der in Schottland zuständige Chirurg des Königs (Surgeon to the King in Scotland) bzw. nach dessen Tod 1952 bis 1960 bei der Queen.
Er war Fellow der Royal Society of Edinburgh (1944), Ehren-Fellow des Royal College of Surgeons of England (1949), deren Lister-Medaille er 1951 erhielt, Ritter der Ehrenlegion, Commander of the Order of the British Empire (CBE, 1945) und mehrfacher Ehrendoktor (Straßburg, Paris, St. Andrews, Oslo, Edinburgh, Sydney und ein Ehrendoktor der Rechte in Glasgow). Er war Ehrenmitglied des American College of Surgeons, des Royal Australasian College of Surgeons und der Royal Faculty of Physicians and Surgeons of Glasgow.
Learmonth war seit 1925 verheiratet und hatte einen Sohn und eine Tochter.